# Cândido Firmino de Mello-Leitão
Cândido Firmino de Mello Leitão (Campina Grande, 17 de julho de 1886 – Rio de Janeiro, 14 de dezembro de 1948) foi um zoólogo brasileiro considerado o fundador da aracnologia na América do Sul. Publicou 198 artigos sobre taxonomia de aracnídeos.
Mello Leitão também se envolveu na educação, escrevendo livros para cursos de faculdade e contribuiu para a biogeografia, com estudos sobre a distribuição dos membros da classe Arachnida no continente sul-americano.

## Biografia
Cândido Firmino de Mello Leitão nasceu na fazenda Cajazeiras, em Campina Grande, Paraíba, filho do coronel Cândido Firmino e de Jucunda de Mello Leitão. Seus pais eram fazendeiros e tiveram um total de dezesseis filhos.
O zoólogo viveu a parte de sua vida em Pernambuco e seu primeiro trabalho na zoologia foi em 1913, na Escola Superior de Agricultura e Medicina Veterinária em Piraí, estado do Rio de Janeiro, em que foi professor de Zoologia Geral e Sistemática. Em 1915 publicou seu primeiro trabalho taxonômico, com a descrição de alguns gêneros e espécies de aranhas brasileiras. Produziu também muitas informações taxonômicas sobre Opiliones, Solifugae, Amblypygi, Uropygi e pequenas ordens de aracnídeos. Dentre as muitas espécies descobertas e pesquisadas pelo zoólogo está a Lasiodora parahybana, descoberta e descrita em 1917, nos arredores de Campina Grande.
Mello Leitão foi indicado diretor de Zoologia do Museu Nacional em abril de 1931, cargo em que permaneceu até dezembro de 1937. Recebeu muitas homenagens e prêmios, também foi eleito ou apontado às mais distintas posições durante sua carreira. Foi presidente da Academia Brasileira de Ciências de 1943 a 1945. Foi eleito membro da Academia Nacional de Medicina em 1929, ocupando a cadeira 14, que tem Francisco de Castro como patrono.
Em 29 de junho de 1949 seu amigo Augusto Ruschi inaugurou o Museu de Biologia Mello Leitão, em Santa Teresa, Espírito Santo.
O "Prêmio Mello-Leitão" é em sua homenagem e é entregue pela Academia Brasileira de Ciências.

## Contribuições à taxonomia de aracnídeos
A lista abaixo contém espécies de aranhas descobertas, estudadas e batizadas pelo zoólogo, além da data e país onde foram descobertas.
- Avicularia ancylochira, 1923 — Brasil
- Avicularia bicegoi, 1923 — Brasil
- Avicularia cuminami, 1930 — Brasil
- Avicularia juruensis, 1923 — Brasil
- Avicularia nigrotaeniata, 1940 — Guiana
- Avicularia palmicola, 1945 — Brasil
- Avicularia pulchra, 1933 — Brasil
- Avicularia taunayi, 1920 — Brasil
- Iridopelma zorodes, 1926 — Brasil
- Catumiri argentinense, 1941 — Chile, Argentina
- Hemiercus proximus, 1923 — Brasil
- Tapinauchenius violaceus, 1930 — Guiana Fr., Brasil
- Acanthoscurria chiracantha, 1923 — Brasil
- Acanthoscurria cunhae, 1923 — Brasil
- Acanthoscurria gomesiana, 1923 — Brasil
- Acanthoscurria juruenicola, 1923 — Brasil
- Acanthoscurria melanotheria, 1923 — Brasil
- Acanthoscurria parahybana, 1926 — Brasil
- Acanthoscurria paulensis, 1923 — Brasil
- Acanthoscurria rhodothele, 1923 — Brasil
- Acanthoscurria rondoniae, 1923 — Brasil
- Acanthoscurria violacea, 1923 — Brasil
- Cyclosternum garbei, 1923 — Brasil
- Cyriocosmus fasciatus, 1930 — Brasil
- Cyrtopholis zorodes, 1923 — Brasil
- Eupalaestrus spinosissimus, 1923 — Brasil
- Grammostola inermis, 1941 — Argentina
- Grammostola porteri, 1936 — Chile
- Grammostola pulchra, 1921 — Brasil
- Hapalopus nigriventris, 1939 — Venezuela
- Hapalopus nondescriptus, 1926 — Brasil
- Hapalotremus cyclothorax, 1923 — Brasil
- Hapalotremus exilis, 1923 — Brasil
- Hapalotremus muticus, 1923 — Brasil
- Hapalotremus scintillans, 1929 — Brasil
- Homoeomma hirsutum, 1935 — Brasil
- Homoeomma montanum, 1923 — Brasil
- Homoeomma uruguayense, 1946 — Uruguai, Argentina
- Lasiodora acanthognatha, 1921 — Brasil
- Lasiodora citharacantha, 1921 — Brasil
- Lasiodora cristata, 1923 — Brasil
- Lasiodora cryptostigma, 1921 — Brasil
- Lasiodora difficilis, 1921 — Brasil
- Lasiodora dolichosterna, 1921 — Brasil
- Lasiodora dulcicola, 1921 — Brasil
- Lasiodora erythrocythara, 1921 — Brasil
- Lasiodora fracta, 1921 — Brasil
- Lasiodora itabunae, 1921 — Brasil
- Lasiodora lakoi, 1943 — Brasil
- Lasiodora mariannae, 1921 — Brasil
- Lasiodora parahybana, 1917 — Brasil
- Lasiodora pleoplectra, 1921 — Brasil
- Lasiodora sternalis, 1923 — Brasil
- Lasiodora subcanens, 1921 — Brasil
- Phormictopus australis, 1941 — Argentina
- Phormictopus ribeiroi, 1923 — Brasil
- Plesiopelma insulare, 1923 — Brasil
- Plesiopelma minense, 1943 — Brasil
- Plesiopelma physopus, 1926 — Brasil
- Plesiopelma rectimanum, 1923 — Brasil
- Proshapalopus anomalus, 1923 — Brasil
- Proshapalopus multicuspidatus, 1929 — Brasil[6]
- Sericopelma fallax, 1923 — Brasil
- Vitalius dubius, 1923 — Brasil
- Vitalius roseus, 1923 — Brasil
- Vitalius sorocabae, 1923 — Brasil
- Vitalius vellutinus, 1923 — Brasil
- Vitalius wacketi, 1923 — Brasil

## Obras
- MELLO-LEITÃO, Cândido de. Glossário biológico: Pequeno dicionário de termos técnicos empregados em ciências biológicas: Botânica, Ecologia, Genética, Zoologia. São Paulo: Nacional, 1946.